# Ranunculus dalehanensis
Ranunculus dalehanensis är en ranunkelväxtart som beskrevs av Iranshahr och Rech. f.. Ranunculus dalehanensis ingår i släktet ranunkler, och familjen ranunkelväxter. Inga underarter finns listade i Catalogue of Life.